# Microestadio Malvinas Argentinas
El Microestadio Cubierto Malvinas Argentinas, también conocido como Arena Malvinas Argentinas y Polideportivo Las Malvinas, es un recinto de limitada capacidad de la Ciudad de Buenos Aires, Argentina, comenzó su construcción en los ochenta pero fue totalmente terminado e inaugurado oficialmente en 2006, ubicado en el barrio de La Paternal, calle Gutenberg 350 entre Punta Arenas y Tronador. Su nombre se refiere a las Islas Malvinas.

## Utilidad, instalaciones y eventos
A pesar de servir para variados eventos, se lo suele utilizar, más que nada, para conciertos. La capacidad está supeditada a la disposición del escenario y al tipo de evento a realizar, dependiendo de si el público permanece sentado o permanece de pie durante el espectáculo. Según se combinen estos factores se puede obtener la capacidad acorde a cada necesidad, alcanzando una ocupación máxima de 10 000 personas. Además, dispone de espacio reservado para discapacitados.
La planta alta cuenta con accesos independientes con respecto a la planta baja. Esto le otorga una gran versatilidad al estadio ya que permite anular completamente la planta superior, habilitando únicamente la planta inferior de ser necesario o a la inversa.
Cuenta con un sistema de cuatro equipos de inyección de aire y conductos, asegurando una correcta renovación del volumen interior de aire.
Varias bandas, en su mayoría de rock, de renombre tanto nacional como internacional se han presentado en el Microestadio Malvinas, por lo que se lo considera, al igual que al Estadio Obras Sanitarias, un «templo del rock» para la cultura rockera argentina, más específicamente para la Ciudad de Buenos Aires.
Algunas de las bandas argentinas que se presentaron en Malvinas son Las Pelotas, Rata Blanca, Almafuerte (grabando En vivo en Microestadio Malvinas Argentinas), Attaque 77 festejando los 25 años de El cielo puede esperar, El Bordo, Salta La Banca, Skay Beilinson, Babasónicos, Malón (grabando El regreso más esperado y 360°), La 25 (grabando Vivo X La 25), Massacre, el festival b.a.rock en 2017, fue la sede para el primer show de Los Fundamentalistas Del Aire Acondicionado por primera vez sin el Indio Solari, posteriormente se presentaron nuevamente en 2 oportunidades distintas, entre otras bandas.
También artistas extranjeros como , alice cooper, Megadeth, Slash (junto con Black Label Society), Nofx, Korn, Limp Bizkit, Nightwish (grabando Decades: Live in Buenos Aires), Die Toten Hosen, Paramore, Porta, Barón Rojo, Bad Religion, The Offspring, Franz Ferdinand, Fall Out Boy, Marea, Simple Plan, Avril Lavigne, Creed, Big Time Rush, The Wanted, Gatillazo , Placebo y Demi Lovato, entre otros. De 2011 a 2013 se llevó a cabo la entrega de premios de Nickelodeon los Kids Choice Awards Argentina. En El 2013 se realizó la Red Bull Batalla de los Gallos Internacional, en diciembre la banda uruguaya No Te Va Gustar cerro el año con tres conciertos colmando el lugar. En noviembre de 2017 fue el lugar elegido para realizar el último El Quinto Escalón.
Además fue un recinto utilizado para la realización de eventos masivos de música electrónica, en los que también se han presentado los disc jockeys de mayor renombre de ciertos estilos de música, entre los que se destacan el festival Buenos Aires Trance y el disc jockey argentino Javier Bussola, quien se ha presentado en diversas oportunidades a estadio lleno.